# إدوارد لي تشيس
إدوارد لي تشيس (بالإنجليزية: Edward Leigh Chase) هو رسام أمريكي، ولد في 1884 في إلخارت ليك في الولايات المتحدة، وتوفي في 1965 في وودستوك ‏ في الولايات المتحدة.